# Alpheus confusus
Alpheus confusus is een garnalensoort uit de familie van de Alpheidae. De wetenschappelijke naam van de soort is voor het eerst geldig gepubliceerd in 1989 door Carvacho.